# SC Die Klagenfurter
| SC Die Klagenfurter      |                                                                  |
| Gegründet:               | 1997                                                             |
| Anzahl der Mannschaften: | 3                                                                |
| Obmann:                  | Leopold Jakits                                                   |
| Vereinslokal:            | Susi’s Backhendlstation Luegerstraße 26 Klagenfurt am Wörthersee |
| Homepage:                | www.sc-dieklagenfurter.at                                        |
| Stand: 2025-02-02        |                                                                  |

Der SC Die Klagenfurter, in der Langform Schachclub Die Klagenfurter, ist ein seit 1997 in seiner jetzigen Form bestehender österreichischer Schachverein in der Stadt Klagenfurt am Wörthersee im Bundesland Kärnten.
Der Verein gehörte, wie bereits seine Vorgängervereine, jahrelang der österreichischen Schachbundesliga (davor Staatsliga A) an. Zuletzt war der Klub in der Saison 2007/08 in der höchsten österreichischen Spielklasse vertreten.
Aktuell (Stand: 2025) ist der Klub in der Landesliga (höchste Kärntner Spielklasse), der Bezirksliga Ost (dritthöchste Kärntner Spielklasse) und seit 2023/24 auch mit einer eigenen Mannschaft in der 2. Klasse Ost, einer Liga für Jugendliche und erwachsene Anfänger, vertreten.

## Vorgeschichte
In der Kärntner Landeshauptstadt wurde das königliche Spiel bereits vor der Gründung des heutigen SC Die Klagenfurter jahrzehntelang wettkampfmäßig betrieben. So hatte beispielsweise der einstige Klagenfurter Schachverein (KSV) nach Kriegsende zwischen 1948 und 1967 16 Kärntner Landesmeistertitel errungen, wobei zu dieser Zeit Großmeister Karl Robatsch das Aushängeschild des Vereins war.  Der zweite große Klagenfurter Schachklub dieser Zeit war der ASK Klagenfurt, der es auf insgesamt drei Landesmeistertitel in Kärnten brachte. In der Saison 1980/81 wurde der Klub, der ebenfalls Jahre lang in der höchsten Spielklasse Österreichs vertreten war, zudem Österreichischer Mannschaftsstaatsmeister. Bereits in der Spielzeit davor hatte es der Verein auf den zweiten Platz hinter dem SK Merkur Graz gebracht. Auch in den nachfolgenden Spielzeiten war die Mannschaft immer wieder auf den vorderen Tabellenplätzen zu finden; für einen neuerlichen Meistertitel reichte es jedoch nicht mehr. Im Jahr 1989 erfolgte der Zusammenschluss der beiden spielstärksten Vereine der Landeshauptstadt zu einer Spielgemeinschaft (SG), dem ASK/KSV, der fortan in nahezu allen österreichischen Spielklassen vertreten war. Dabei trat er der Verein von der ersten österreichischen Bundesliga (damals noch Staatsliga A) bis hin zur vierten Klasse in Kärnten an und konnte in dieser Zeit zahlreiche Meistertitel gewinnen.

## Geschichte des SC Die Klagenfurter
Nach Jahren als Spielgemeinschaft entstand im Jahr 1997 aus dieser der heutige Schachclub Die Klagenfurter. Nachdem die SG 1996/97 noch in der Staatsliga A vertreten war und dabei den dritten Platz hinter SC Margareten (Zweiter) und dem SK Merkur Graz (Erster) belegt hatte, übernahm der SC Die Klagenfurter den Platz der Spielgemeinschaft. Nach einem sechsten Platz in der Saison 1997/98 und einem fünften Platz 1998/99 stieg der Verein zur Jahrtausendwende als Letztplatzierter von zwölf Vereinen in die Staatsliga B ab. Dort traten die Klagenfurter in der Staffel Süd, einer von damals vier verschiedenen Staffeln der Staatsliga B, an und belegten dabei den ersten Platz. Im anschließenden Qualifikationsturnier zur Staatsliga A 2001/02 konnte der Klub nach zwei Siegen und einer Niederlage den zweiten Platz hinter dem Schachklub Jenbach und damit den Wiederaufstieg in Österreichs höchste Liga erreichen. Dort erreichte der SC Die Klagenfurter 2001/02 das beste Ergebnis in der Geschichte des jetzigen 1997 gegründeten Klubs und beendete die Meisterschaft hinter dem überlegenen SK Merkur Graz auf dem zweiten Tabellenplatz. In den nachfolgenden Spielzeiten 2002/03, 2003/04, 2004/05, 2005/06 und 2006/07 war der Schachverein in den jeweiligen Endklassements nur mehr auf den mittleren Tabellenplätzen vorzufinden. Als Zehnter der Saison 2007/08 schied der Klub am Ende in die zweite österreichische Bundesliga ab und kam bis dato (Stand: 2025) nie wieder in die höchste Liga des Landes.
Der letzte Bundesliga der Kärntner bestand aus dem deutschen Großmeister Klaus Bischoff, den beiden ungarischen Brüdern Csaba und József Horváth (beide ebenfalls Großmeister) und dem französischen Großmeister Wladimir Lasarew. Danach wies der Kader noch die beiden Internationalen Meister Lajos Györkös (Ungarn) und Herwig Pilaj (Österreich), sowie die FIDE-Meister Harald Genser, Günter Moser, Kurt Petschar, Heimo Titz und Hans Singer (alle Österreich) und die restlichen Spieler Hans Turian, Leopold Jakits und David Hackl (alle Österreich) auf.
International war der SC Die Klagenfurter unter anderem am European Club Cup der Jahre 1997 und 2002 vertreten. In unteren Ligen, in denen der Klub ebenfalls vertreten war, konnten ebenfalls zahlreiche Erfolge eingefahren werden. Beispielhaft dafür: achtfacher Meister der Kärntner Landesliga, zweifacher Meister der Kärntner Unterliga oder vierfacher Kärntner Aktivcup-Sieger.
Sein Vereinslokal hat der Klub in Susi’s Backhendlstation, einem Gasthaus in der Klagenfurter Luegerstraße. Die Zustelladresse des Klubs befindet sich jedoch beim Obmann Leopold Jakits im etwas außerhalb gelegenen Stadtbezirk Hörtendorf. Als Logo des Klubs dient ein weißer Gallischer Hahn auf schwarzem Grund. Ideengeber des in der Zeit des ASK Klagenfurt entstandenen Logos war Erich Schwarz (1939–2021). Später wurde es mit leichten Änderungen vom SC Die Klagenfurter übernommen.
Die Obmannschaft hat seit 2024 Leopold Jakits (* 1987) inne. Dieser löste im Sommer 2024 Helga Stangl (* 1942) ab, die den Verein und seine Vorgänger seit dem Jahr 1979 über viereinhalb Jahrzehnte lang als Obfrau führte und nebenbei auch als Trainerin in Erscheinung trat. Im Zuge des Generationswechsels wurde Stangl zur Ehrenpräsidentin des Klubs ernannt.
Zu den aktuellen Spielern des Vereins zählen unter anderem die FIDE-Meister Heimo Titz, Kurt Petschar, David Wertjanz, Hans Singer und Harald Genser (Stand: 2025). Seit Jahrzehnten organisiert der Klub bzw. seine Vorgänger auch eine vereinseigene Schachschule, aus der bereits einige Kärntner Meister bzw. österreichische Spitzenspieler hervorgegangen sind. Nachdem die Schule viele Jahre lang vom bereits erwähnten Erich Schwarz geleitet worden war, tritt aktuell Michael Unterweger als Leiter des Jugendtrainings in Erscheinung (Stand: 2025). Seit 2023 findet alljährlich das vom Verein organisierte Erich-Schwarz-Gedenkturnier statt.

## Erfolge
- 1× Meister der 2. Bundesliga-Mitte (früher 2. Liga Süd): 2000/01
- 8× Meister der Kärntner Landesliga: 1998/99, 1999/2000, 2000/01, 2010/11, 2011/12, 2013/14, 2015/16 und 2017/18
- 2× Meister der Unterliga: 2016/17 und 2022/23
- 4× Kärntner Aktivcup-Sieger: 2003, 2004, 2005 und 2006
- 2× Teilnahme am European Club Cup: 1997 in Mulhouse (Frankreich) und 2002 in Kallithea (Griechenland)